# Les Ferres
Les Ferres é uma comuna francesa na região administrativa da Provença-Alpes-Costa Azul, no departamento Alpes Marítimos. Estende-se por uma área de 13,7 km², com 59 (Ferrois) habitantes, segundo os censos de 1999, com uma densidade de 4 hab/km².